# Список умерших в 782 году

## Январь
- 11 января — Император Конин (72), 49-й император Японии (770—781).

## Февраль
- 9 февраля — Иоганнес II, князь-епископ Констанца (760—782).

## Ноябрь
- 3 ноября — Мариан фон Бардовик, дьякон, миссионер.

## Дата смерти неизвестна или требует уточнения
- Буньят, бухархудат (властелин) Бухарского государства (775—782).
- Ремигий, епископ Страсбурга (не позднее 778—782 или 783).
- Талоркан II, король пиктов (780—782).
- Халид ибн Бармак, иранский государственный деятель, первый известный представитель династии Бармакидов.
- Цянь Ци, китайский поэт.
- Чжаньжань, буддийский наставник, патриарх школы Тяньтай.